# Baloghonthobium
Baloghonthobium là một chi bọ cánh cứng thuộc họ Scarabaeidae.